# آلیسون ویلیامسون
آلیسون ویلیامسون (انگلیسی: Alison Williamson؛ زادهٔ ۳ نوامبر ۱۹۷۱) از برندگان مدال‌های بازی‌های المپیک تابستانی و ورزشکار تیراندازی با کمان اهل بریتانیا است.
وی در مسابقات کشوری و بین‌المللی در مجموع برندهٔ ۳ مدال نقره، ۲ مدال برنز شده‌است.